# 広安市
広安市（こうあん-し）は中華人民共和国四川省東部に位置する地級市。
鄧小平の出生地で、広安区協興鎮牌坊村に生家と記念館がある。

## 地理
広安市は南は重慶市（墊江県、長寿区、渝北区、合川区）に接し、西は遂寧市蓬渓県と南充市嘉陵区・高坪区、北は南充市蓬安県、東は達州市渠県・大竹県が接する。
面積6,344平方kmで、東西130km、南北90kmにわたり広がる。地形は東高西低で、華鎣山が広安市域を分割しており市域内の地形はさまざまである。東部の隣水県は、川東（四川東部）の褶曲山地に属し深い山や谷が平行に走り、広安区、華鎣市、武勝県、岳池県は川中（四川中部）の丘陵地帯に属し、嘉陵江と渠江が丘の間を流れる。丘陵地の面積が4,091平方kmと市域の64.66%を占め、高い丘が4.3%、山地は23%、平地が8.3%を占める。
気候は亜熱帯で、年平均気温は17度ほど、1月の平均気温も6度と冬でも温暖。7月は平均気温は27.8度になり、暑い日は40度を超えることもある。年平均降水量は1,014mmから1,282mmの間。

## 歴史
広安市は渠江沿いに東から四川盆地へと入る戦略上の要所である。四川省北部（川北）と東部（川東）が交じり合うところで、歴史上さまざまに分割され、南充や重慶など周辺の中心都市に属してきた。清朝に入り、現在の武勝県は川東道の重慶府・合州の管轄下となり、現在の広安区（広安県）、華鎣市、隣水県、岳池県は川北道の順慶府（南充）の管轄下となった。中華人民共和国に入ると、広安区、華鎣市、武勝県、岳池県は南充地区に入り、隣水県は達県地区（達州）の管轄となった。
1993年に周囲の地区から華鎣市、武勝県、岳池県、広安県、隣水県を独立させ、広安県に区所を置く広安地区が設立されたが、1998年7月31日に広安地区と広安県は廃止され、地級市・広安市となった。
2010年6月中旬、中国南部を襲った集中豪雨の影響を受け、市内は163年ぶりの大洪水。水位が7-10mに達するなど市街の大部分が浸水した。

## 行政区画
2市轄区・1県級市・3県を管轄下に置く。
- 市轄区：
  - 広安区・前鋒区
- 県級市：
  - 華鎣市
- 県：
  - 岳池県・武勝県・隣水県

| 広安市の地図                              |
| ----------------------------------------- |
| 広安区 前鋒区 岳池県 武勝県 隣水県 華鎣市 |

### 年表
この節の出典

#### 広安地区
- 1993年7月2日 - 四川省南充地区華鎣市・広安県・岳池県・武勝県、達県地区隣水県を編入。広安地区が成立。(1市4県)
- 1998年7月31日 - 広安地区が地級市の広安市に昇格。

#### 広安市
- 1998年7月31日 - 広安地区が地級市の広安市に昇格。(1区1市3県)
  - 広安県が区制施行し、広安区となる。
- 2013年2月8日 - 広安区の一部が分立し、前鋒区が発足。(2区1市3県)

## 経済
谷や川が多いため水力資源は豊富であり、水力発電用の大型ダムが多数建設されている。また石炭、鉄鉱石、石灰石、岩塩、天然ガスなどの鉱物資源も多様かつ大量。華鎣市には淡水湖の天池湖がある。
ダム
七一ダム (广安)、新農ダム、全民ダムそして、隣水県と重慶市長寿区に跨って大洪河ダムなどもある。
2006年の市のGDPは281.11億元で、1人当たり7,493。農業が主な産業で、穀物、油、ブタ、養蚕、果物などが主。工業は資源を使った原材料工業（電力、採炭、コンクリート）と紡績業、食品産業などが中心。主な企業は炭鉱会社のほか、コンクリート会社や発電所、ビール会社など。

## 教育

### 大学
- 広安職業技術学院[4]

## 交通

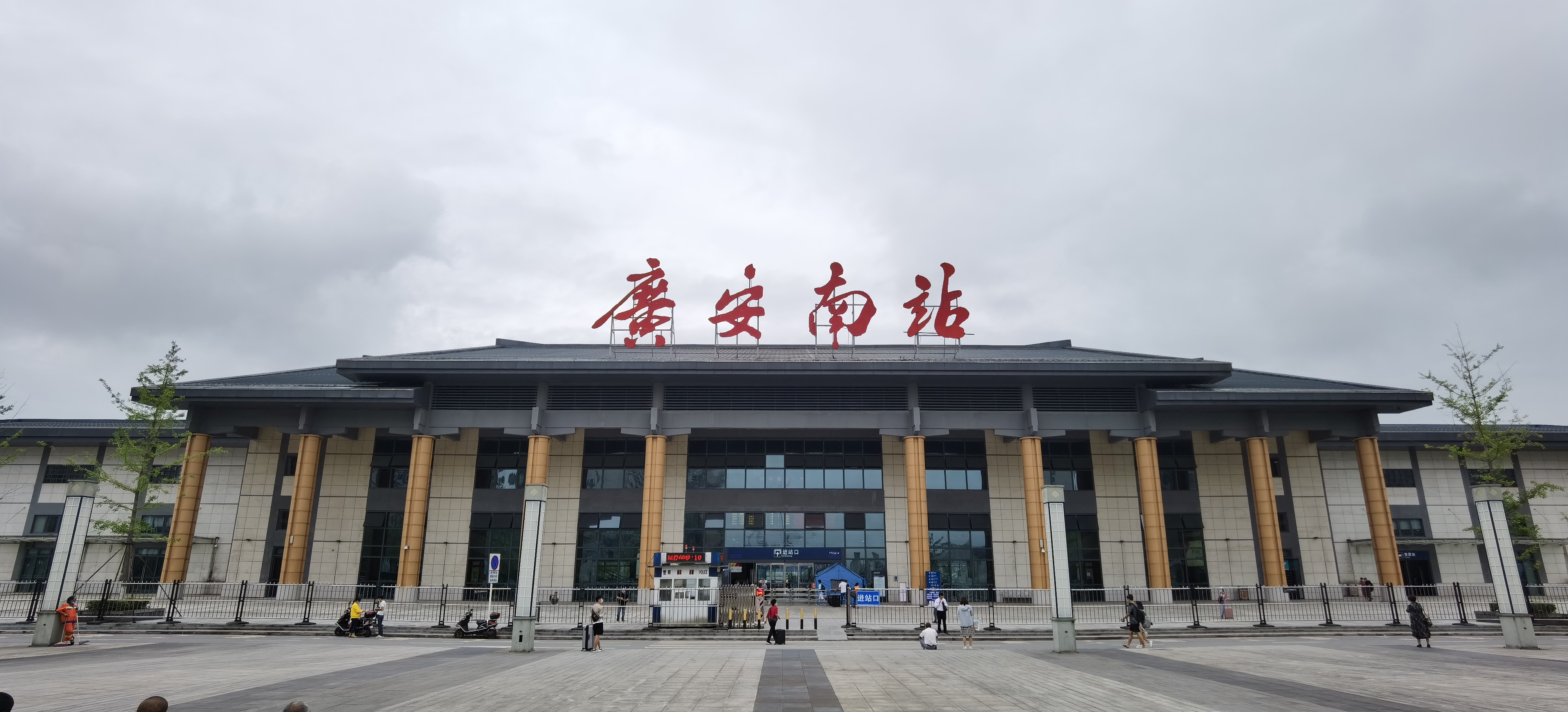
蘭渝線南高支線広安南駅

### 鉄道
- 襄渝線
- 蘭渝線、南高支線

### 道路
- 高速道路
  -  滬蓉高速道路
  -  包茂高速道路
  -  蘭海高速道路
  -  銀昆高速道路
  -  広瀘高速道路（中国語版）
  -  通広高速道路（中国語版）
  -  広洪高速道路（中国語版）
- 国道
  - G210国道
  - G212国道
  - G244国道（中国語版）
  - G318国道
  - G350国道（中国語版）
- 省道
  -  106省道
  -  203省道
  -  218省道
  -  304省道

## 健康・医療・衛生
- 広安区人民医院、広安区第二人民医院、前鋒区人民医院、前鋒区第二人民医院、華鎣市人民医院（華鎣市中医院）、華鎣市婦幼保健院、華鎣市衛生防疫站
- 岳池県人民医院、岳池県康復医院、岳池県婦幼保健站、武勝県人民医院（中国語版）、武勝県第二人民医院、武勝県中医院（中国語版）
- 隣水県人民医院、隣水県第二人民医院、隣水県中医院

## 名所・旧跡・観光スポット
- 鄧小平故居（中国の観光地等級AAAAA、四川全国重点文物保護単位列表（中国語版））
- 鄧小平紀念館
- 華鎣大峡谷